# Открытый чемпионат Дюссельдорфа по теннису
Открытый чемпионат Дюссельдорфа — мужской международный теннисный турнир, проходящий в Дюссельдорфе (Германия) в мае на открытых грунтовых кортах комплекса Rochusclub. С 2013 года турнир относится к категории ATP 250, с призовым фондом около 426 тысяч евро и турнирной сеткой, рассчитанной на 28 участников в одиночном разряде и 16 пар.

## История
Современная история соревнования мужского элитного тенниса в Дюссельдорфе начинается в 1978-м году, когда в городе было создано мужское командное первенство среди национальных сборных. Приз существовал в календаре 34 года, то набирая популярность у игроков и спонсоров, то почти утрачивая её. В начале 2000-х годов чемпионат почти полностью утратил свой престиж: турнир был сдвинут на неудобное место в грунтовом сезоне, его почти перестали посещать лидеры мирового одиночного тенниса, часто менялись титульные спонсоры. В итоге подтверждение проведения турнира зачастую происходило в последний момент.
В 2011-м году наконец удалось подписать новый длительный спонсорский контракт с титульным партнёром, а к концу 2012-го добиться от ATP переформатирования турнира из командного кубка в личный трофей. Новый турнир сохранил место в календаре старого чемпионата и получил стандартный формат проведения: пятикруговой турнир для теннисистов-одиночников и четырёхкруговой — для парных сочетаний. Параллельно был подписан контракт с постоянным телевещателем — компанией TF1 Group и их спортивными каналами под брендом Eurosport.

## Финалы прошлых лет
| Год  | Чемпион            | Финалист       | Счёт       |
| ---- | ------------------ | -------------- | ---------- |
| 2014 | Филипп Кольшрайбер | Иво Карлович   | 6-2 7-6(4) |
| 2013 | Хуан Монако        | Яркко Ниеминен | 6-4 6-3    |

| Год  | Чемпионы                       | Финалисты                       | Счёт           |
| ---- | ------------------------------ | ------------------------------- | -------------- |
| 2014 | Сантьяго Гонсалес Скотт Липски | Мартин Эммрих Кристофер Кас     | 7-5 4-6 [10-3] |
| 2013 | Андре Бегеман Мартин Эммрих    | Трет Конрад Хьюи Доминик Инглот | 7-5 6-2        |